# Andrii Fedciuk
Andrii Fedciuk (n. 12 ianuarie 1980, Colomeea, RSS Ucraineană, URSS – d. 15 noiembrie 2009, Colomeea, regiunea Ivano-Frankivsk, Ucraina) a fost un boxer ce a reprezentat Ucraina, medaliat olimpic. A participat la 2 ediții ale Jocurilor Olimpice (2000, 2004) în care a câștigat o medalie de bronz.